# Andreas Eschbach
Andreas Eschbach (Ulma, 15 settembre 1959) è uno scrittore tedesco, noto per la sua produzione fantascientifica.

## Biografia
Eschbach ha studiato ingegneria aerospaziale all'università di Stoccarda e in seguito ha lavorato come ingegnere del software.
Ha iniziato a scrivere dall'età di 11 anni. La sua prima pubblicazione professionale è stata il racconto breve Dolls, pubblicato nel 1991 dalla rivista tedesca di computer C't.
Nel 1994 ha ricevuto la borsa di studio della Fondazione Arno Schmidt assegnata ai nuovi scrittori tedeschi di grande talento.
Tre dei suoi romanzi hanno vinto il Kurd-Laßwitz-Award, uno dei premi più prestigiosi nell'ambito della fantascienza tedesca. Ha ricevuto inoltre numerose volte il Science Fiction Club Deutschland, premio del fandom, tanto che nel 2000 ne è stato escluso per manifesta superiorità sui concorrenti.
Alcune sue opere sono state tradotte in numerose lingue, inclusi inglese, francese, italiano, russo, turco e giapponese.
Nel 2002 il suo romanzo Lo specchio di Dio è stato adattato per la televisione tedesca. Nel 2003 l'opera Eine Billion Dollar è stata adattata per la radio.
Vive nei pressi di Stoccarda.

## Opere

### Romanzi
- Miliardi di tappeti di capelli (Die Haarteppichknüpfer, 1995), Fanucci
- Nippon Story  (Solarstation, 1996), Fanucci
- Lo specchio di Dio  (Jesus Video, 1998), Fanucci
- Kelwitts Stern (1999)
- Quest (2001)
- Mille miliardi di dollari (Eine Billion Dollar, 2001), Fanucci
- Exponentialdrift. Bastei Lübbe, Bergisch Gladbach 2003
- L'ultimo dei perfetti (Der Letzte seiner Art, 2003), Fanucci
- Der Nobelpreis. Lübbe, Bergisch Gladbach 2005
- Ausgebrannt. Lübbe, Bergisch Gladbach 2007
- Ein König für Deutschland (2009)
- Herr aller Dinge. Lübbe, Köln 2011
- Todesengel. Bastei Lübbe, Köln 2013
- L'occhio di Dio (Der Jesus-Deal, 2014), Fanucci
- Teufelsgold. Lübbe-Ehrenwirth, Köln 2016
- NSA – Nationales Sicherheits-Amt. Lübbe, Köln 2018
- Eines Menschen Flügel. Lübbe, Köln 2020
- Freiheitsgeld. Lübbe, Köln 2022

### Romanzi per ragazzi
- Das Marsprojekt (2001)
- Perfect Copy (2001)
- Die seltene Gabe (2004)

### Racconti
- Dolls
- Der Mann aus der Zukunft
- Die Wunder des Universums
- Humanic Park
- Halloween
- Eine unberührte Welt
- Unerlaubte Werbung
- Der Drache im Hindukusch

### Altro
- Der Gesang der Stille (racconto della serie Perry Rhodan)
- Exponentialdrift
- Eine Trillion Euro (antologia di racconti di scrittori di SF europei curata da Eschbach)
- Das Buch von der Zukunft (saggistica)

## Premi
- Kurd-Laßwitz-Award (Germania) per:
  - Solarstation
  - Jesus Video
  - Kelwitts Stern
- Gran Prix de l'Imaginaire (Francia) per Miliardi di tappeti di capelli
- Prix Bob Morane (Belgio) per Miliardi di tappeti di capelli